# Thamniopsis undata
Thamniopsis undata là một loài rêu trong họ Pilotrichaceae. Loài này được (Hedw.) W.R. Buck mô tả khoa học đầu tiên năm 1987.